# ドゥアラ大学
ドゥアラ大学（フランス語: Université de Douala）は、カメルーンのドゥアラにある国立大学。1977年に創設された高等商業経済学校（École Supérieure des Sciences Économiques et Commerciales）と工科師範学校（École Normale d'Enseignement Technique）が1993年に統合編成されてドゥアラ大学となった。学生数約45,000人、教員数約600人。

## 学部
- 人文科学部
- 法学政治学部
- 理学部
- 経済経営学部
- 医学・薬学部

## グランゼコール
- 高等経済商業学校
- 工科師範学校
- 産業工学部
- 医薬学部
- 工科学院
- 造形美術学院
- 水産学院